# Dromaius novaehollandiae minor
Dromaius novaehollandiae minor là một phân loài đà điểu Emu đã tuyệt chủng, đặc hữu của đảo King, nằm ở eo biển Bass giữa đại lục Úc và Tasmania. Họ hàng tương đối gần nhất của nó là đà điểu Tasmania (D. n. diemenensis) có thể đã tuyệt chủng.